# Hyaenodontidae
De Hyaenodontidae zijn een familie van uitgestorven roofzoogdieren uit de orde Creodonta. De soorten uit deze familie behoorden tot de belangrijkste roofdieren van het Paleogeen. Naamgever van de familie is het zeer succesvolle geslacht Hyaenodon.

## Indeling
- Familie †Hyaenodontidae[1]
  - Onderfamilie †Hyaenodontinae
    - Geslacht †Cartierodon
    - Geslacht †Hyaenodon
    - Geslacht †Isohyaenodon
    - Geslacht †Metapterodon
    - Geslacht †Neoparapterodon
    - Geslacht †Pyrocyon

  - Onderfamilie †Hyainailourinae (syn. Pterodontinae)
    - Geslacht †Akhnatenavus
    - Geslacht †Anasinopa
    - Geslacht †Apterodon (syn. Dasyurodon)
    - Geslacht †Buhakia
    - Geslacht †Dissopsalis
    - Geslacht †Francotherium
    - Geslacht †Furodon
    - Geslacht †Hyainailouros (syn. Sivapterodon
    - Geslacht †Megistotherium
    - Geslacht †Metasinopa
    - Geslacht †Pterodon

  - Onderfamilie †Limnocyoninae
    - Geslacht †Iridodon
    - Geslacht †Limnocyon (syn. Telmatocyon)
    - Geslacht †Oxyaenodon
    - Geslacht †Prolimnocyon
    - Geslacht †Thinocyon

  - Onderfamilie †Proviverrinae
    - Geslacht †Allopterodon
    - Geslacht †Arfia
    - Geslacht †Boualitomus
    - Geslacht †Cynohyaenodon
    - Geslacht †Eurotherium
    - Geslacht †Indohyaenodon
    - Geslacht †Kyawdawia
    - Geslacht †Leonhardtina
    - Geslacht †Masrasector
    - Geslacht †Paracynohyaenodon
    - Geslacht †Paratritemnodon
    - Geslacht †Prodissopsalis
    - Geslacht †Prototomus
    - Geslacht †Proviverra
    - Geslacht †Sinopa (syn. Stypolophus, Triacodon)
    - Geslacht †Tinerhodon

  - Incertae sedis
    - Geslacht †Acarictis
    - Geslacht †Alienetherium
    - Geslacht †Consobrinus
    - Geslacht †Galecyon
    - Geslacht †Gazinocyon
    - Geslacht †Geiselotherium
    - Geslacht †Hemipsalodon
    - Geslacht †Hyaenodontipus
    - Geslacht †Imperatoria
    - Geslacht †Ischnognathus
    - Geslacht †Leakitherium
    - Geslacht †Orienspterodon
    - Geslacht †Oxyaenoides
    - Geslacht †Paenoxyaenoides
    - Geslacht †Parapterodon
    - Geslacht †Paravagula
    - Geslacht †Paroxyaena
    - Geslacht †Praecodens
    - Geslacht †Prolaena
    - Geslacht †Propterodon
    - Geslacht †Proviverroides
    - Geslacht †Quasiapterodon
    - Geslacht †Quercitherium
    - Geslacht †Schizophagus
    - Geslacht †Teratodon
    - Geslacht †Thereutherium
    - Geslacht †Tritemnodon
    - Geslacht †Yarshea

Het geslacht Pterodon dient niet verward te worden met Pteranodon, wat een geslacht van Pterosauriërs is.

## Ontwikkeling
De oorsprong van de hyaenodonten lijkt in Afrika te liggen. Lahimia uit het Laat-Paleoceen van het Ouled Abdoun-bekken in Marokko geldt als oudst bekende hyaenodont. Vanuit Afrika hebben de hyaenodonten zich in het Laat-Paleoceen verspreid naar oostelijk Azië, met Prolimnocyon uit Mongolië als bekendste genus. Afrika was op dat moment nog niet volledig geïsoleerd van de noordelijke continenten en migratie over de zich vormende Tethys-zee was nog mogelijk.
Tijdens het Eoceen werden de hyaenodontiden steeds groter en waren ze samen met hun verwanten uit de familie Oxyaenidae en de Mesonychia de dominante roofdieren. In de loop van het Oligoceen werden de hyaenodontiden echter langzaam verdrongen door de beter ontwikkelde Carnivora. In het Mioceen waren de hyaenodontiden in Noord-Amerika en Eurazië grotendeels vervangen door de echte carnivoren. De hyaenodontiden overleefden echter in min of meer geïsoleerde delen van Afrika, Zuid-Europa en Zuid-Azië tot aan het Laat-Mioceen en Plioceen. Dissopsalis carnifex is de laatst bekende soort.